# (22611) Galerkin
(22611) Galerkin (1998 KB) – planetoida z pasa głównego asteroid okrążająca Słońce w ciągu 4,05 lat w średniej odległości 2,54 j.a. Odkryta 17 maja 1998 roku. Nazwana na cześć rosyjskiego matematyka Borisa Grigorjewicza Galerkina.